# Henri Breuil
Henri Édouard Prosper Breuil, detto abbé Breuil (Mortain, 28 febbraio 1877 – L'Isle-Adam, 14 agosto 1961), è stato un archeologo, antropologo e geologo francese.
Definito il "Papa della preistoria", è noto per i suoi studi sull'arte rupestre nelle valli della Somme e della Dordogna, nonché in Spagna, Portogallo, Italia, Irlanda, Cina con Teilhard de Chardin, Etiopia, Somalia britannica e in particolare l'Africa meridionale.

## Biografia

### I primi anni
Henri Breuil nacque a Mortain, Manica, in Francia, ed era figlio di Albert Breuil, magistrato, e Lucie Morio De L'Isle.
Ricevette la sua istruzione al Seminario di San Sulpizio e della Sorbona, e fu ordinato nel 1900, ma gli fu dato il permesso di perseguire i suoi interessi di ricerca. Prete cattolico e membro della Compagnia di Gesù, era un uomo di profonda fede religiosa e di apprendimento. Nel 1904 riconobbe che un paio di sculture di renne di 13.000 anni al British Museum erano in realtà una composizione. Assunse l'incarico di docente all'Università di Friburgo nel 1905, e nel 1910 divenne professore di etnologia preistorica a Parigi e al Collège de France dal 1925.

### Le pitture rupestri

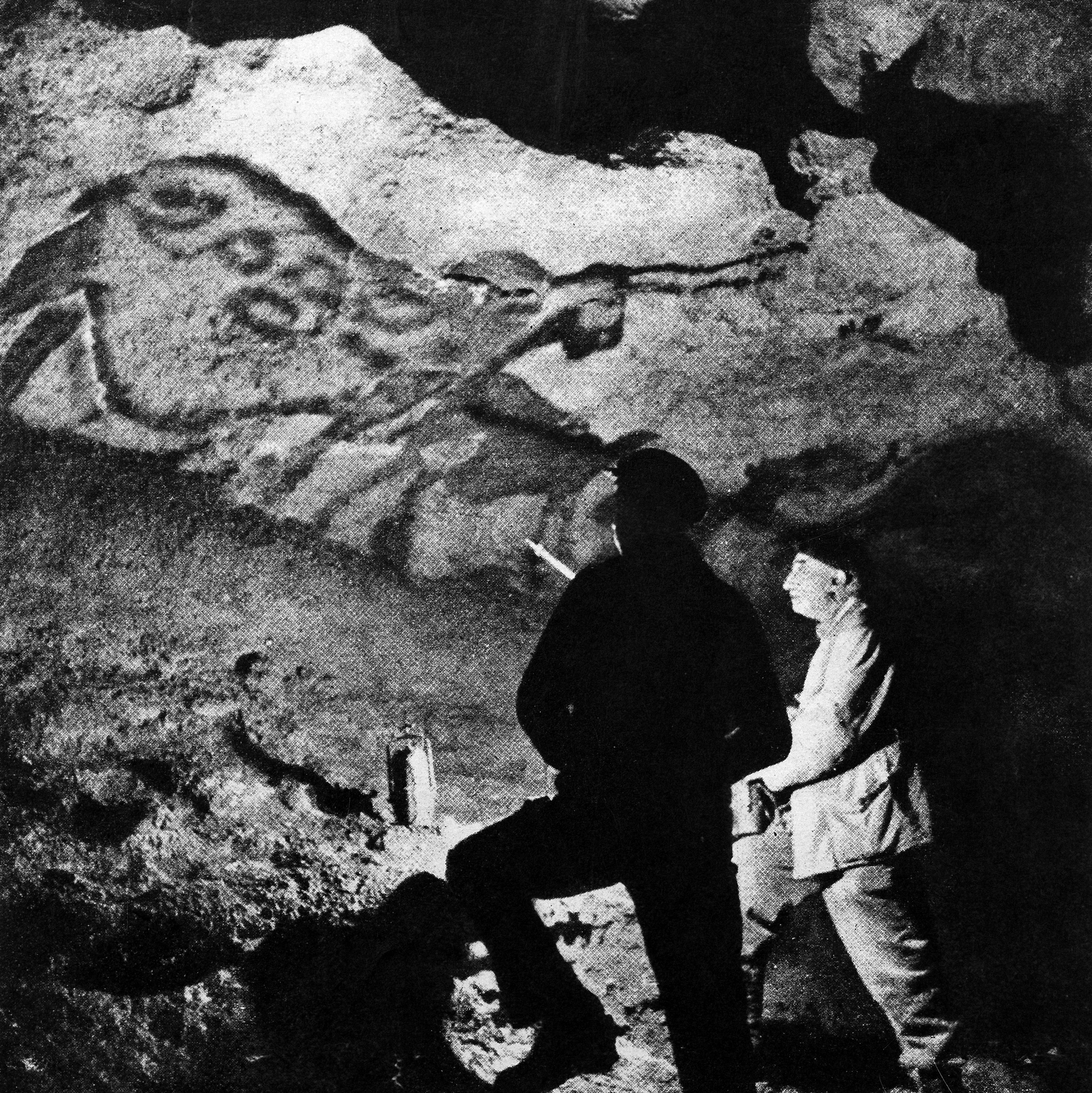
Breuil nelle grotte di Lascaux.

Era un abile disegnatore e riprodusse fedelmente le pitture rupestri che scoprì in alcune grotte. Nel 1924 gli venne conferita la Daniel Giraud Elliot Medal dall'Accademia nazionale delle scienze. Pubblicò vari libri e monografie, rendendo note al grande pubblico le grotte di Lascaux e Altamira.
Nel 1929, quando era ormai già un'autorità nel campo dell'arte dell'età della pietra in Nord Africa ed Europa, presenziò a un congresso sulla preistoria in Sudafrica. Su invito personale del primo ministro Jan Smuts, nel 1942 fece ritorno in Sudafrica e ottenne una cattedra alla Witwatersrand University, che mantenne dal 1944 al 1951. Durante la permanenza in Africa meridionale, effettuò studi sull'arte primitiva in Lesotho, nella provincia del Free State e sui Monti dei Draghi. Tra il 1947 e il 1950, capeggiò tre spedizioni scientifiche in Africa del Sud-Ovest e in Rhodesia. Descrisse questo periodo come "il più eccitante della sua vita dedicata alla ricerca".
Nel 1953 annunciò la scoperta di un dipinto rupestre vecchio di oltre seimila anni, successivamente soprannominato La dama bianca, sotto una sporgenza rocciosa nel Massiccio Brandberg. Il dipinto era stato in origine scoperto nel 1918 dall'esploratore e topografo tedesco Reinhard Maack, che stava cartografando il Brandberg per conto delle autorità coloniali tedesche. Maack fu impressionato dal disegno e ne fece diverse copie, che in seguito inviò in Europa. Descrisse la figura con l'arco come un "guerriero", e annotò nei suoi appunti che "lo stile mediterraneo ed egizio di queste figure è sorprendente". Nel 1929, gli appunti di Maack giunsero nelle mani di Breuil, che era in visita a Città del Capo. Sulla base dei disegni di Maack, osservò che il dipinto aveva forti analogie con alcune figure di atleti ritrovate a Cnosso, e suggerì che potesse essere opera di un gruppo di coloni provenienti dal Mediterraneo orientale. Fu ancora Breuil a interpretare il soggetto del dipinto come "dama", lettura da cui deriva il nome attuale con cui l'opera è nota. Riuscì a visitare il sito nel 1945 e, negli anni successivi, pubblicò le sue osservazioni e congetture prima in Sudafrica e poi in Europa.
Nel 1931 visitò il sito degli scavi di Zhoukoudian in Cina, sito della scoperta dell'Homo erectus pekinensis, e confermò la presenza in loco di strumenti in pietra.
Tornò in Francia nel 1952 e produsse una serie di pubblicazioni scientifiche finanziate dal governo sudafricano. I suoi libri includono preziose fotografie e schizzi dei reperti artistici da lui visti durante i suoi viaggi, ma risentono molto nei toni del razzismo imperante all'epoca in Sud Africa. Sviluppò elaborate teorie per dimostrare che gli autori delle opere più pregevoli erano dei "bianchi". Per esempio, dichiarò che la celebre "dama bianca di Brandberg" era stata dipinta dagli egiziani, o da qualche altro popolo mediterraneo, che secondo lui si sarebbero improbabilmente fatti strada per migliaia di miglia a sud-ovest nelle terre selvagge della Namibia, piuttosto che accettare che fossero più ragionevolmente dei dipinti eseguiti, e che rappresentano chiaramente il loro stile di vita, dai boscimani e da altri popoli nativi della Namibia e del Sudafrica.
I suoi contributi all'archeologia europea e africana furono considerevoli, e furono premiati dal riconoscimento di dottorati onorari da parte di non meno di sei università.

### La morte
Morì nel 1961 a L'Isle-Adam, Val-d'Oise, in Francia, ed è sepolto a Belleu.

## Pubblicazioni
Henri Breuil, nella sua vita, fu autore di oltre ottocento pubblicazioni che riguardavano la preistoria, in generale e più specificamente l'arte preistorica, che lo aveva particolarmente interessato. Pubblicò anche articoli su argomenti di botanica e di entomologia.
- La question aurignacienne. Étude critique de stratigraphie comparée, Revue Préhistorique, 6/7, 1906, pp. 1-47.
- Les gisements presolutréens du type d'Aurignac. Coup d'oeil sur le plus ancien âge duRenne, Congrès International d'Anthropologie et d'Archéologie Préhistorique, XIII, 1907, pp. 323-349.
- Les subdivisions du Paléolithique supérieur et leur signification, Congrès International d'Anthropologie et d'Archéologie Préhistorique, Geneve, 1912, pp. 6-78.
- Rock Paintings of Southern Andalusia: A Description of a Neolithic and Copper Age Art Group (con M.C. Burkitt e Montagu Pollock), Oxford, Clarendon Press, 1928.
- The Cave of Altamira at Santillana del Mar, Spain (con Hugo Obermaier), Madrid, 1935.
- Découverte d'une remarquable grotte ornée, au domaine de Lascaux, Montignac (Dordogne), in C.R. de l'Acad. des Inscr. et Belles-Lettres, incontro dell'11 ottobre 1940, pp. 387-390.
- Quatre cents siècles d'art pariétal, Centre d'Études et de Documentation préhistoriques, Montignac, Dordogne, 1952.
- The White Lady of the Brandberg (con Mary E. Boyle ed E.R. Scherz), London, Faber and Faber; New York, Frederick A. Praeger, 1955.
- The Men of the Old Stone Age, New York, St. Martin's Press, 1965.